# Лоэс, Огюст де
Огю́ст де Лоэ́с (фр. Auguste de Loës; 17 февряля 1802, Эгль — 31 июля 1883, там же) — швейцарский политик.

## Происхождение и семья
Сын сборщика налогов и мэра Эгля Жана Филиппа Лоэса и Сюзанн Элизабет Вейон, дочери капитана и солеторговца Жана Пьера Родольфа Вейона.

## Биография
Изучал ораторское искусство (1817) и юриспруденцию (1819) в Лозаннской академии. Был крупным владельцем земли и недвижимости в Эгле и его округе. С 1832 года — мировой судья, коммунальный советник Эгля. В 1837—1845 и 1853—1855 годах — мэр Эгля. С 1831 по 1866 годы — депутат Большого совета кантона Во. Член Конституционных совещаний 1845 и 1861 годов. С 1851 по 1854 годы — национальный советник. С июля 1863 по май 1864 годов — государственный советник. С 1832 по 1845 годы — окружной комендант округа Эгль. С 1845 года — полковник артиллерии.